# Otto Krommer
Otto Krommer (15. července 1888 Luhy – 17. června 1945) byl československý politik německé národnosti a meziválečný senátor Národního shromáždění ČSR za Sudetoněmeckou stranu (SdP).

## Biografie
Pocházel z mlynářské rodiny z Horního Benešova. Absolvoval zimní hospodářskou školu. V Horním Benešově působil jako mlynář. Jeho manželkou byla Margaret Bogut. Byl ředitelem hospodářské lidové školy v Horním Benešově. Politicky se angažoval jako člen výboru okresního a místního sdružení Německého svazu zemědělců (BdL). V roce 1935 přešel s významnou částí bývalých členů BdL do Sudetoněmecké strany.
Profesí byl rolníkem v Horním Benešově.
V parlamentních volbách v roce 1935 získal senátorské křeslo v Národním shromáždění. V senátu setrval do října 1938, kdy jeho mandát zanikl v důsledku změn hranic Československa.